# Saint-Quentin-la-Poterie
Saint-Quentin-la-Poterie este o comună în departamentul Gard din sudul Franței. În 2009 avea o populație de 2.942 de locuitori.

## Evoluția populației
| An        | 1975  | 1982  | 1990  | 1999  | 2006  | 2009  |
| --------- | ----- | ----- | ----- | ----- | ----- | ----- |
| Populație | 1.510 | 1.753 | 2.290 | 2.731 | 2.869 | 2.942 |